# Lipci
Lipci (srbsky Липци) je malá vesnice a přímořské letovisko v Černé Hoře nacházející se u zálivu Boka Kotorska. Je součástí opčiny města Kotor. V roce 2003 zde žilo celkem 36 obyvatel.
Sousedními letovisky jsou Donji Morinj a Strp.